# Mena Suvari
Mena Suvari Alexandra (/ˈmiːnə səˈvɑːri/, sinh ngày 13 tháng 2 năm 1979) là nữ diễn viên, nhà thiết kế thời trang và người mẫu Mỹ. Cô bắt đầu sự nghiệp với tư cách là một người mẫu và tham gia một số chương trình/phim truyền hình. Năm 1997, cô lần đầu đóng phim điện ảnh, với tác phẩm Nowhere.

## Thời thơ ấu
Suvari sinh năm 1979 tại Newport, bang Rhode Island. Cô là con gái của bà Candice Suvari (nhũ danh: Chambers) - một y tá, và ông Ando Suvari - một bác sĩ khoa tâm thần. Mẹ cô là người gốc Hy Lạp, cha cô là người Estonia (Pärnu). Cô có 3 anh trai: AJ, Sulev và Jüri.
Suvari bắt đầu sự nghiệp người mẫu với hãng Millie Lewis Models and Talent khi còn ở tuổi thiếu niên.

## Đời tư
Mena kết hôn với bạn trai Michael Hope vào tháng 10 năm 2018. Đây là cuộc hôn nhân thứ ba của cô.

## Giải thưởng và đề cử
| Năm  | Giải thưởng                                       | Hạng mục                                           | Đối tượng       | Kết quả   |
| ---- | ------------------------------------------------- | -------------------------------------------------- | --------------- | --------- |
| 1999 | Giải thưởng của Hiệp hội phê bình phim trực tuyến | Dàn diễn viên xuất sắc nhất                        | American Beauty | Đoạt giải |
| 2000 | Giải Young Hollywood                              | Dàn diễn viên xuất sắc nhất                        | American Pie    | Đoạt giải |
| 2000 | Giải thưởng của Nghiệp đoàn Diễn viên Màn ảnh     | Dàn diễn viên xuất sắc nhất trong phim điện ảnh    | American Beauty | Đoạt giải |
| 2000 | Giải thưởng Điện ảnh Viện Hàn lâm Anh Quốc        | Nữ phụ xuất sắc nhất                               | American Beauty | Đề cử     |
| 2005 | Giải thưởng của Nghiệp đoàn Diễn viên Màn ảnh     | Dàn diễn viên xuất sắc nhất trong sê-ri chính kịch | Six Feet Under  | Đề cử     |